# Stutz Bearcat (1914)
Stutz Bearcat – samochód osobowy produkowany przez amerykańskie przedsiębiorstwo motoryzacyjne Stutz w latach 1914–1925.

## Dane techniczne Stutz Bearcat

### Silnik
- S4 6388 cm³[1]
- Układ zasilania: b.d.
- Średnica cylindra × skok tłoka: b.d.
- Stopień sprężania: b.d.
- Moc maksymalna: 60 KM (66 kW)[1]
- Maksymalny moment obrotowy: b.d.

### Osiągi
- Przyspieszenie 0–80 km/h: b.d.
- Przyspieszenie 0–100 km/h: b.d.
- Prędkość maksymalna: 128 km/h[1]